# Sporobolus tourneuxii
Sporobolus tourneuxii là một loài thực vật có hoa trong họ Hòa thảo. Loài này được Coss. miêu tả khoa học đầu tiên năm 1889.